# Javier Pérez de Cuéllar
Javier Pérez de Cuéllar (Lima, 19 januari 1920 – aldaar, 4 maart 2020) was een Peruviaans diplomaat en politicus. Van 1981 tot 1991 was hij secretaris-generaal van de Verenigde Naties. Sinds 1940 werkte hij als Peruviaans diplomaat: hij was verbonden aan Peruaanse ambassades in onder andere Zwitserland en de Sovjet-Unie. Vanaf 1971 was hij permanent vertegenwoordiger bij de Verenigde Naties.

## Leven
Na de deling van het eiland Cyprus in 1974, die een ernstige crisis tussen NAVO-bondgenoten Griekenland en Turkije had veroorzaakt, leidde Perez de Cuellar in de jaren 1975-'77 een VN-missie aldaar. In 1981 werd hij gekozen tot secretaris-generaal van de Verenigde Naties als opvolger van Kurt Waldheim.

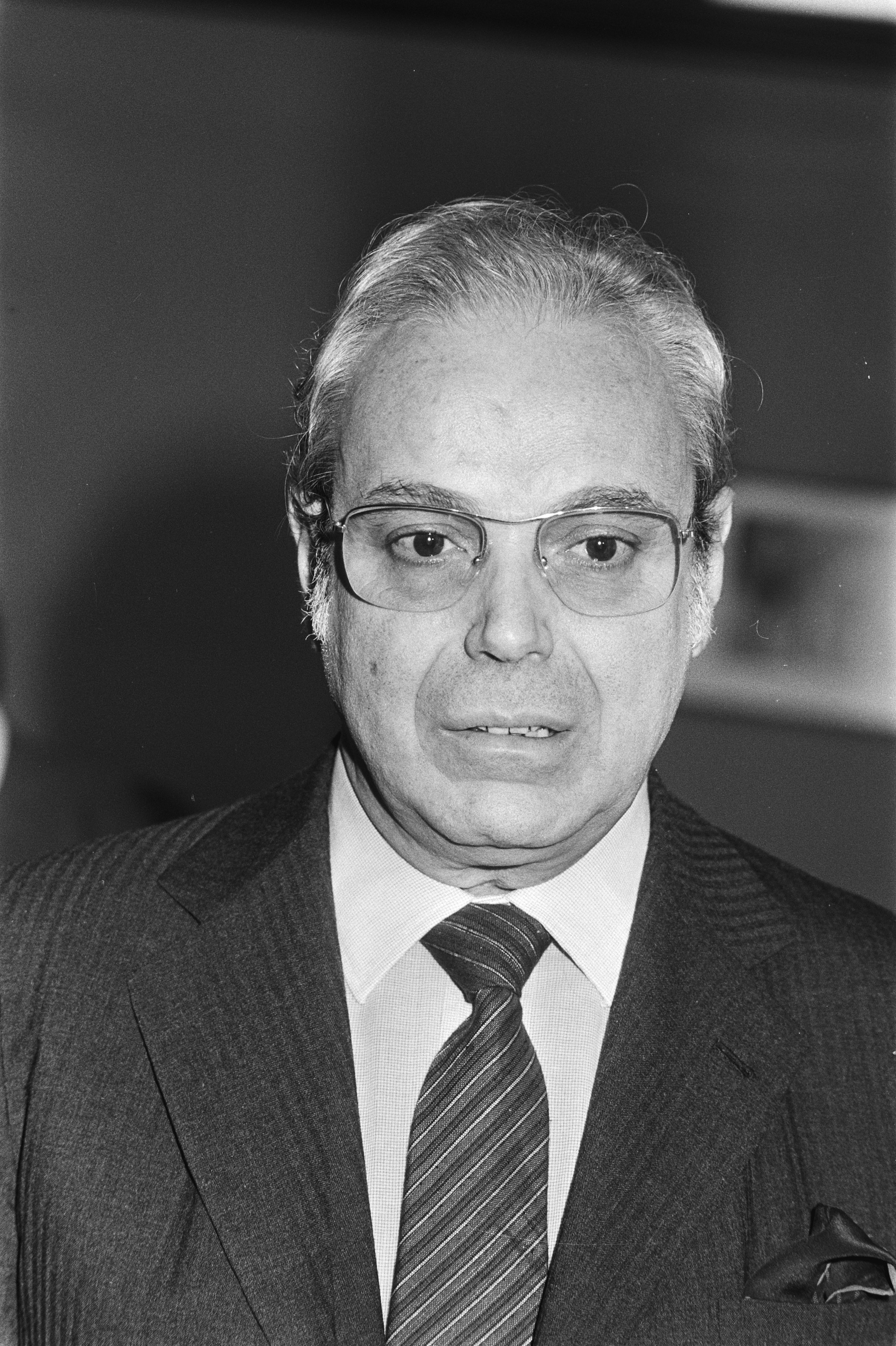
Pérez de Cuéllar op Schiphol in 1982

Zijn ambtstermijn werd in 1986 met vijf jaar verlengd. In 1991 werd hem verzocht nog even aan te blijven, omdat er nog geen overeenstemming was bereikt over een opvolger. In 1992 werd hij eindelijk opgevolgd door de Egyptenaar Boutros Boutros-Ghali.
In eigen land was Perez de Cuellar in 1995 kandidaat voor het presidentschap, als tegenstrever van Alberto Fujimori.
Na diens val in november 2000 trad hij naar voren als premier van een overgangsregering, die het land bestuurde totdat de in 2001 gekozen president Alejandro Toledo in juli 2001 zijn ambt aanvaardde. Daarna werd hij ambassadeur in Parijs en werkte daar ook voor de UNESCO. Op 31 december 2004 beëindigde hij zijn ambassadeurschap, maar bleef actief voor de UNESCO en bleef in Frankrijk wonen. In juli 2005 kreeg hij een hartinfarct, maar herstelde daarvan.

## Onderscheidingen
Perez de Cuellar kreeg eredoctoraten van onder meer de Vrije Universiteit Brussel en de Universiteit Leiden.
De Vredesoperatie van de VN onder zijn leiding ontving in 1988 de Olof Palme-prijs.
1992: Four Freedoms Award Freedom Medal
Trygve Lie · Dag Hammarskjöld · U Thant · Kurt Waldheim · Javier Pérez de Cuéllar · Boutros Boutros-Ghali · Kofi Annan · Ban Ki-moon · António Guterres